# Alain Mosconi
Alain Mosconi (n. 9 septembrie 1949, Puteaux, Seine, Franța) este un înotător ce a reprezentat Franța, medaliat olimpic. A participat la 2 ediții ale Jocurilor Olimpice (1968, 1972) în care a câștigat o medalie de bronz.